# Project Jara-J

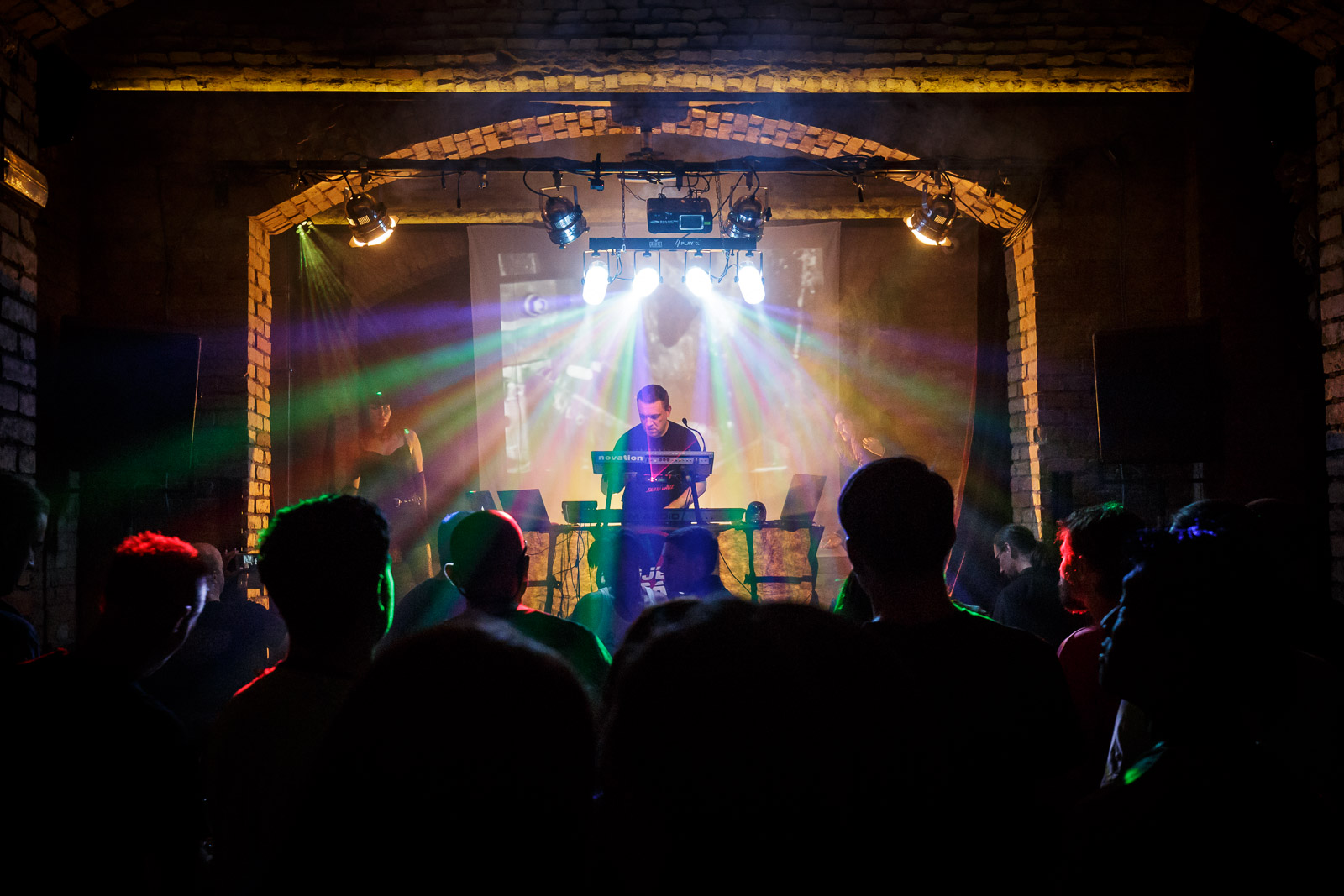

Project Jara-J  vznikl na začátku roku 2010 jako projekt malého domácího studia, jako flashback po mnoha letech. Tvoří ho jediný člen Jaroslav Junek (nar.15.3.1976), skladatel a textař z České republiky. Zaměřuje se převážně na softwerovou a klávesovou tvorbu elektronické hudby až po tvrdou, electronic body music a industrial. Skládá ale také taneční hudbu, rockovou, rapovou, ambientní a filmovou hudbu s prvky zvuků klasického orchestru. Vydává u Kreyson.s.r.o a Supraphon a.s.
Hudbu skládá i pro současné a začínající české či zahraniční kapely, zpěváky, hudební projekty a dýdžeje. Jeho hudba najde určitě uplatnění ve filmu a reklamě. Spolupracuje s umělci jako jsou: Šárka Marková, Daniel Krob, The Snuff (cz), Táňa Poláčková (Janis Joplin-Revival), Jan Vozáry (Oceán), Robert Jíša, Gaping chasm (cz), Twilight-Images (Německo), Van Adrian (Theatre of Masquerade/Německo), Claus Larsen (Leaether Strip/Dánsko), Ivan Muňoz (VIGILANTE/Chile), Paul Seegers (ASSEMBLAGE 23/USA), Cardinal Noire (Finsko) a další.
V říjnu 2013 natočil na DVD svůj první koncert. Toto DVD je jako bonus k jeho prvnímu vydávanému CD Koláč pro všechny/Cake for all, které je směsí hudebních stylů, které dělá. Jako hosty na živé vystoupení si zde pozval bubeníka Matyáše Vernera a zpěváka Marka Kučeru z kapely ( the Snuff - od roku 2019 má kapela nové jméno a i styl ( BLITZ UNION ) a jsou ve stejné sestavě jako předchozí The snuff, bez kytaristy Michala Scheinera. Pozval také Vana Adriana z Berlínské kapely Theatre of Masquerade, který si zazpíval píseň Factory Man , kterou otextoval. Měsíc po tomto koncertu vystoupil na premiéře benefičního festivalu Benefiz- Veranstaltung v Německu pro postižené děti a děti bez domova, článek v Benefiz-Veranstaltung vol 1. v Kulttempel Oberhausen.

## Diskografie

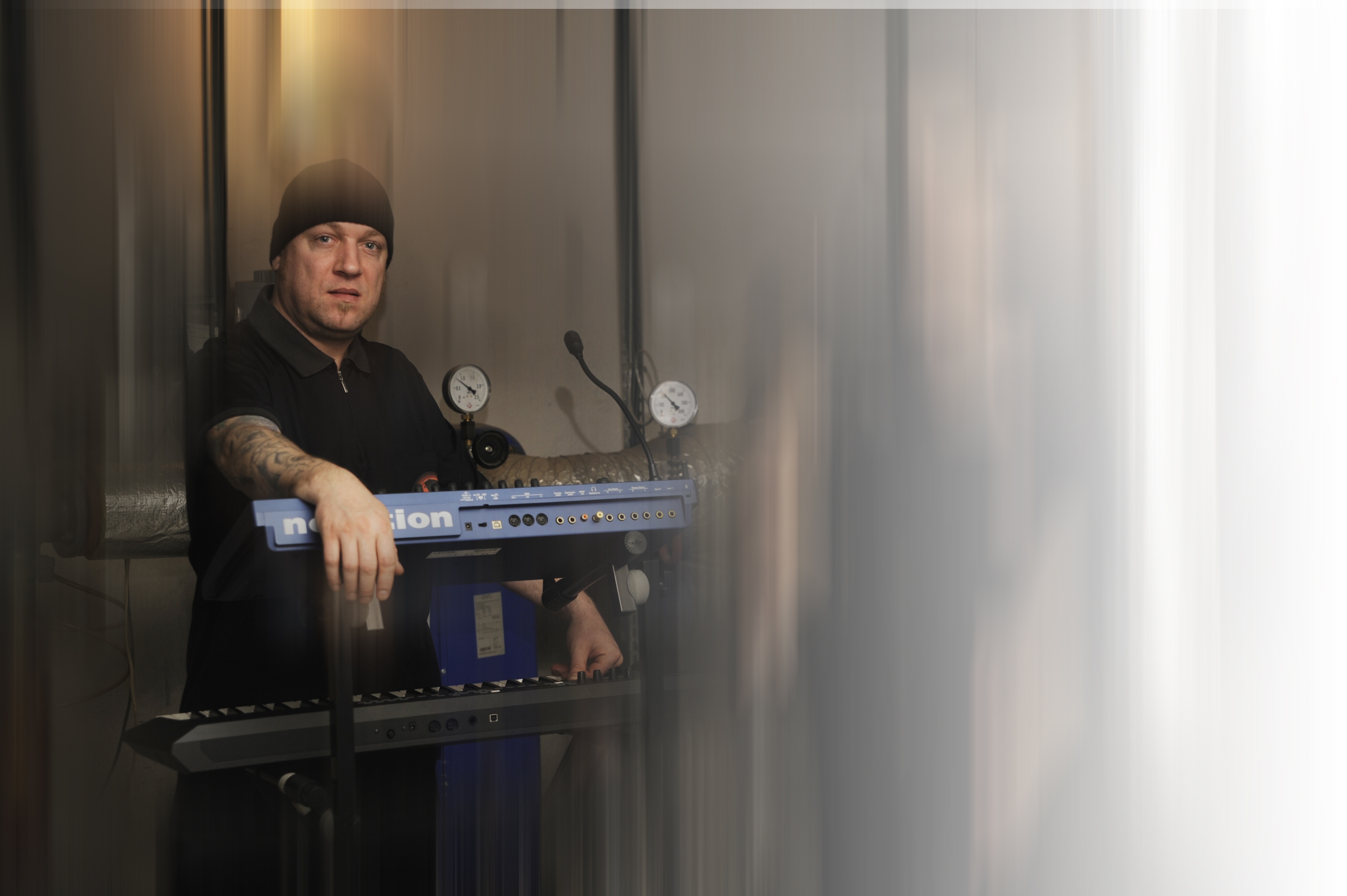

- 2012 Twilight-Images CD Synthophonia písen' Terror Tv feat. Project Jara-J
- 2013 Benefiz-Veranstaltung vol 1. neoficiální DVD
- 2014 Koláč pro všechny/Cake for all CD a DVD - první živé vystoupení
- 2014 Cake for all (Live), Koláč pro Všechny-KONCERT/KŘEST PRVNÍHO CD V KLUBU FATAL eAlbum
- 2014 Factory Man CD MaxiSingle
- 2015 AlfaOmega - Elektro collection 2010-2015 eAlbum
- 2015 V Klidu - Ambient collection 2010-2015 eAlbum
- 2015 Bad Times e-MaxiSingle
- 2015 Světlo Andělů - E.b.m/Industrial collection 2010-2015 eAlbum
- 2015 For DJ - Dance collection 2010-2015 eAlbum
- 2018 Vím že víš
- 2018 Realita e-MaxiSingle, k albu Vím že víš. - Electronic body music
- 2019 Světadílo - Liquid Drum Elektro - break, dub, dowen tempo basse.
- 2019 Roky Plynou - Rok/Pop/Nu-Metal collection 2013-2018
- 2019 Začni se smát e-MaxiSingle, k albu Roky Plynou. Piano & guitar songs
- 2020 FREE Píseň - Sanctuary na Česko/Slovensko hudební kompilaci Dark Tunes from Czech and Slovak Caves Vol·II
- 2020 Evolution of the epidemic e-MaxiSingle - E.B.M
- 2023 Sociopatie e-MaxiSingle - Ebm/industrial
- 2023 Women e-EP - Synthpop, Dance, Elektro, Pop rock, Romantic

## Tv/Film
- 2011 PROMO Esprittravel - ISCHIA
- 2012 PROMO Gastro-check24
- 2015 Barikáda 70. výročí Pražského povstání v květnu 1945

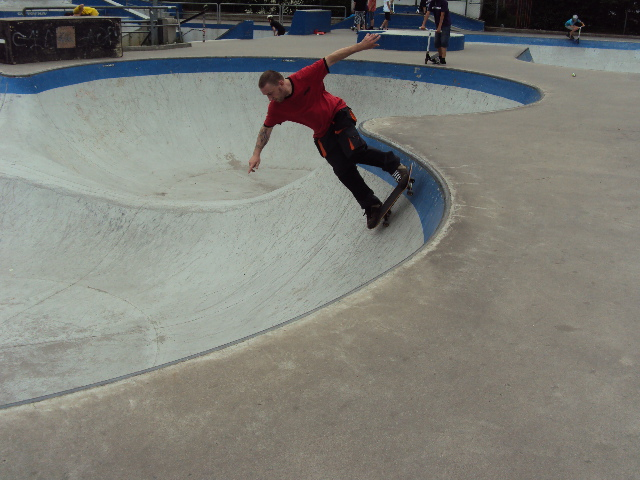

- 2015 Znělka pro PhotoVoyages